# Europese weg 403
De Europese weg 403 of E403 is een Europese weg tussen de Belgische plaatsen Zeebrugge en Doornik. De noord-zuidroute loopt volledig over Belgisch grondgebied en valt voor het grootste stuk samen met de autosnelweg A17. Het traject vertrekt in Zeebrugge, waar deze moet aansluiten op de E34. De route loopt van Zeebrugge naar de stad Brugge zelf. De verbinding gaat over de gewone weg, via de N31. Deze N31 vormt ter hoogte van Brugge een expresweg die om het stadscentrum heen loopt, en ten zuiden van de stad gaat deze weg uiteindelijk over in de snelweg A17. Aan het knooppunt Brugge wordt de E40 gekruist. De route loopt verder via Ruddervoorde, Torhout, Lichtervelde, Ardooie, Roeselare, Izegem naar Kortrijk. Aan het knooppunt Aalbeke is er aansluiting met de E17. Een laatste stuk voert over de grens tussen Vlaanderen en Wallonië naar het knooppunt Marquain nabij Doornik, waar de route eindigt op de E42.

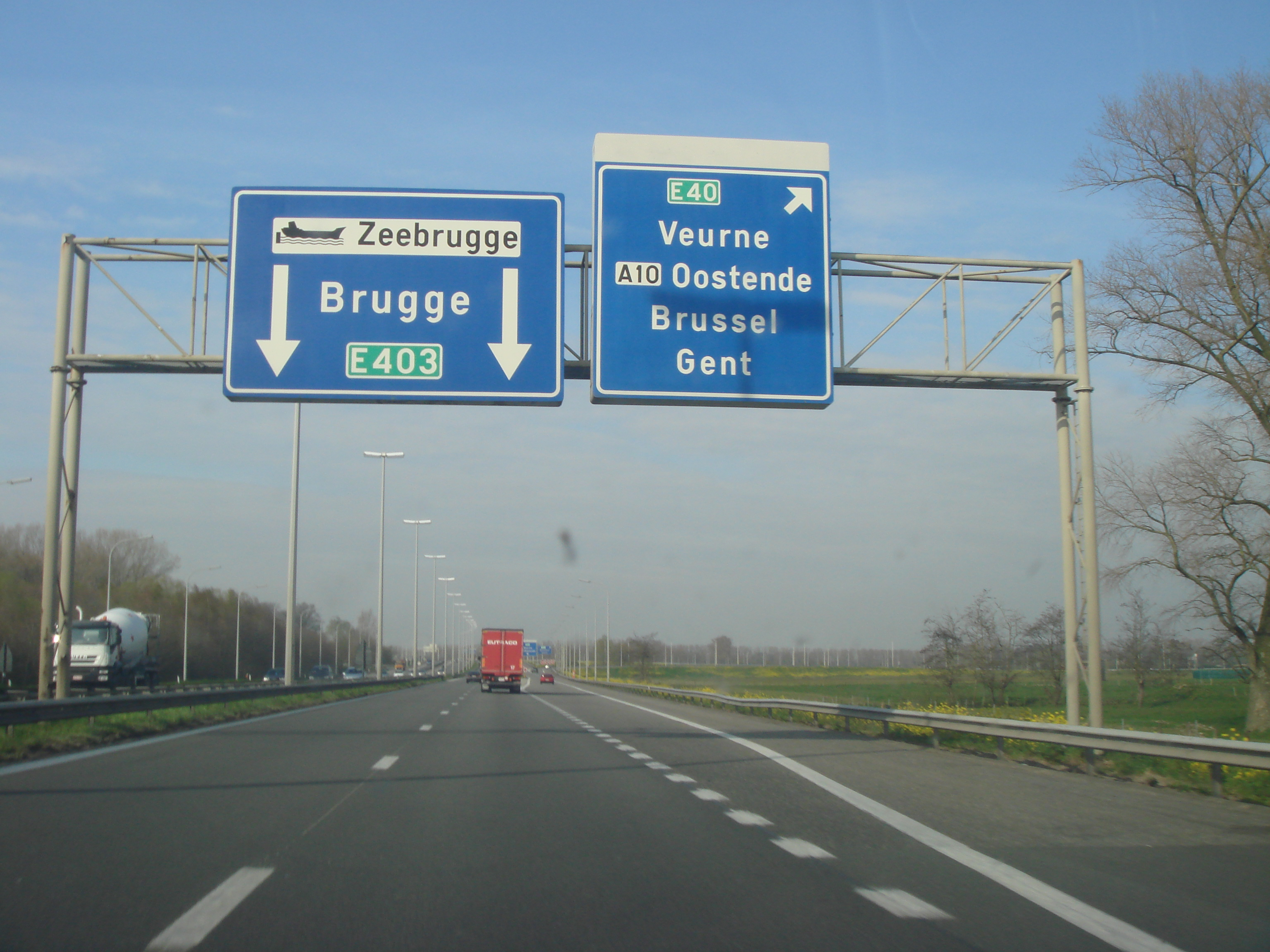
De E403 net voor het knooppunt met de E40 in Brugge.

## Nationale wegnummers
| nummer | tracé                    |
| België | België                   |
| ------ | ------------------------ |
|        | Haven Zeebrugge - Brugge |
|        | Brugge - Doornik         |